# Vaporización vaginal
La vaporización vaginal es una práctica en donde la vulva se expone a vapor caliente infusionado con plantas medicinales. Se asume que las vaporizaciones ayudan a reducir algunas dolencias relacionadas con la menstruación —como calambres— y a limpiar la zona genital. La práctica ha recibido críticas negativas por parte de instituciones y personas vinculadas a la biomedicina, reúne posibles riesgos a la salud para la persona y a la fecha no existe evidencia científica que respalde los beneficios relacionados al tratamiento de afecciones vaginales.
En la medicina tradicional coreana, a la vaporización vaginal se la llama chai-yok. En Corea, es utilizada para tratar el frío y la mala circulación en la parte baja del cuerpo. Las vaporizaciones y ahumaciones vaginales son prácticas vinculadas al mantenimiento de la salud y utilizadas por mujeres en Mozambique, Surinam, Sudáfrica, Indonesia y Tailandia.

## Descripción
La práctica consiste en hervir agua, colocarla luego en un contenedor y agregar hierbas medicinales, como manzanilla (Chamaemelum nobile), artemisa (Artemisia vulgaris), ajenjo (Artemisia absinthium), albahaca (Ocimum basilicum), romero (Salvia rosmarinus), orégano (Origanum vulgare) o caléndula (Calendula officinalis). Luego, la persona desnuda de cintura para abajo y se sienta sobre el recipiente, por lo general con una toalla envuelta alrededor de la parte inferior del cuerpo para evitar que se escape el vapor. A veces se utilizan sillas especiales con un agujero en el asiento. La duración del proceso varía entre 20 a 60 minutos.
Según la doctora en obstetricia y ginecología Alyssa Dweck, el vapor favorece la circulación sanguínea, lo que ayuda a relajar y reparar el tejido de la zona, además de reducir el estrés.

## Estudios
La Escuela de Medicina Harvard, otras instituciones médicas, doctores y especialistas han declarado que no existe evidencia científica que respalde los supuestos beneficios de las vaporizaciones vaginales.
Un estudio publicado en la revista médica BMJ Open en 2019 llevado a cabo en 2009 y 2010 en Surinam buscó determinar una relación entre la aplicación de tratamiento herbales y la prevalencia de la infección vaginal por la bacteria Chlamydia trachomatis. El estudio involucró a 1040 mujeres de cinco grupos étnicos del país —hindustanis, javaneses, cimarrones, criollos y mestizos— y se utilizaron encuestas y toma de muestras a partir de hisopado vaginal. Si bien se encontraron mujeres de las cinco etnias que utilizaban remedios herbales aplicados a la vagina, la mayoría de mujeres eran cimarronas y criollas. Asimismo, declararon que lo hacían principalmente por razones de higiene y placer sexual. A partir de los análisis, se determinó que no había relación entre la vaporización vaginal y la infección vaginal por C. trachomatis.

## Contraindicaciones y riesgos
Se recomienda que la persona interesada en llevar a cabo la práctica consulte antes a su ginecólogo. Está contraindicada para mujeres gestantes, con candidiasis, que se encuentran en tratamiento de fertilidad asistida y menstruando.

### Riesgos asociados a la temperatura
También se recomienda controlar la temperatura del vapor para evitar quemaduras o escaldaduras en un lugar tan sensible. En 2019 una mujer de 62 años en Canadá que buscaba tratar su prolapso vaginal resultó con quemaduras de segundo grado luego de una vaporización vaginal.

### Riesgos asociados al uso de plantas medicinales
Se recomienda que las plantas a utilizar provengan de cultivos ecológicos, ya que las plantas cultivas en la ciudad, de la calle o que utilizan agroquímicos pueden contener sustancias contaminantes como pesticidas y residuos químicos del aire o desagüe.
Además es importante seleccionar una planta que no genere reacciones alérgicas en la persona usuaria, considerar una cantidad apropiada de la planta y no utilizar aceites esenciales debido a su alta concentración de metabolitos secundarios que podría causar irritaciones en el área.

## Críticas
Algunos doctores se han manifestado contra esta práctica argumentando que «la vagina se limpia sola y que no es necesario usar ningún tipo de producto o tratamiento especial para limpiar los órganos genitales femeninos internos, puesto que se puede romper el equilibrio natural de la microbiota vaginal», alterando la cantidad de bacterias endógenas y el nivel de pH, además de causar irritación e infecciones (como candidiasis) e inflamación, y provocar quemaduras de segundo grado en la delicada piel alrededor de la vagina y la vulva.